# استنلی رابجان
استنلی رابجان (انگلیسی: Stanley Rabjohn؛ ۶ اکتبر ۱۹۱۴ – ۲۱ ژوئیه ۲۰۰۱) تدوین‌گر اهل ایالات متحده آمریکا بود.
از فیلم‌هایی که وی در آن‌ها نقش داشته‌است، می‌توان به ایکس- ۱۵ و گاوبازها اشاره نمود.